# SummerSlam 2008
SummerSlam 2008 was een professioneel worstel-pay-per-viewevenement geproduceerd werd door World Wrestling Entertainment (WWE). Dit evenement was de 21ste editie van SummerSlam en vond plaats in de Bankers Life Fieldhouse in Indianapolis op 17 augustus 2008.

## Matchen
| Nr.                                                                          | Match | Winnaar(s)                          |
| ---------------------------------------------------------------------------- | --- | ----------------------------------- |
| 1                                                                            | Big Show vs. Bam Neely in een dark match | Big Show                            |
| 2                                                                            | Montel Vontavious Porter vs. Jeff Hardy in een een-op-een match | Montel Vontavious Porter            |
| 3                                                                            | Kofi Kingston (c) en Mickie James (c) vs. Glamarella(Santino Marella en Beth Phoenix) in een Mixed Gender Tag Team voor het WWE Intercontinental Championship en het WWE Women's Championship | Glamarella (nc)                     |
| 4                                                                            | Mark Henry (c) (met Tony Atlas) vs. Matt Hardy in een een-op-een match voor de ECW World Heavyweight Championship                                                                             | Matt Hardy won door disqualificatie |
| 5                                                                            | CM Punk (c) vs. JBL in een een-op-een match voor de WWE World Heavyweight Championship | CM Punk (c)                         |
| 6                                                                            | Triple H (c) vs. The Great Khali (met Ranjin Singh) in een een-op-een match voor het WWE Championship                                                                                         | Triple H                            |
| 7                                                                            | Batista vs. John Cena in een een-op-een match | Batista                             |
| 8                                                                            | Undertaker vs. Edge in een Hell in a Cell match | Undertaker                          |
| (c) huidige kampioen voor en na de match \| (nc) nieuwe kampioen na de match | |                                     |